# 100-річчя Олімпійських ігор сучасності (срібна монета)
«100 ро́ків Олімпі́йських і́гор суча́сності» — срібна пам'ятна монета номіналом 2 000 000 карбованців, випущена Національним банком України. Присвячена 100-річчю Олімпійських ігор сучасності.
Монету було введено в обіг 10 липня 1996 року. Вона належить до серії «Спорт».

## Опис та характеристики монети
| Номінал карб. | Метал            | Маса, грам   | Діаметр, мм. | Якість виготовлення | Гурт     | Тираж, штук |
| ------------- | ---------------- | ------------ | ------------ | ------------------- | -------- | ----------- |
| 2 000 000     | срібло 925 проби | 31,1 / 33,62 | 38,61        | пруф                | рифлений | 10 000      |

### Аверс
На аверсі монети у центрі знаходиться зображення малого Державного Герба України, праворуч і ліворуч від нього — стилізовані зображення трибун стадіону і лаврового листя. Над гербом напис «УКРАЇНА», під гербом «1996» — рік карбування монети. Внизу по колу позначення номіналу: «2000000 КАРБОВАНЦІВ». З обох боків від дати карбування розміщені позначення і проба дорогоцінного металу «Ag 925» та його вага у чистоті «31,1».

### Реверс

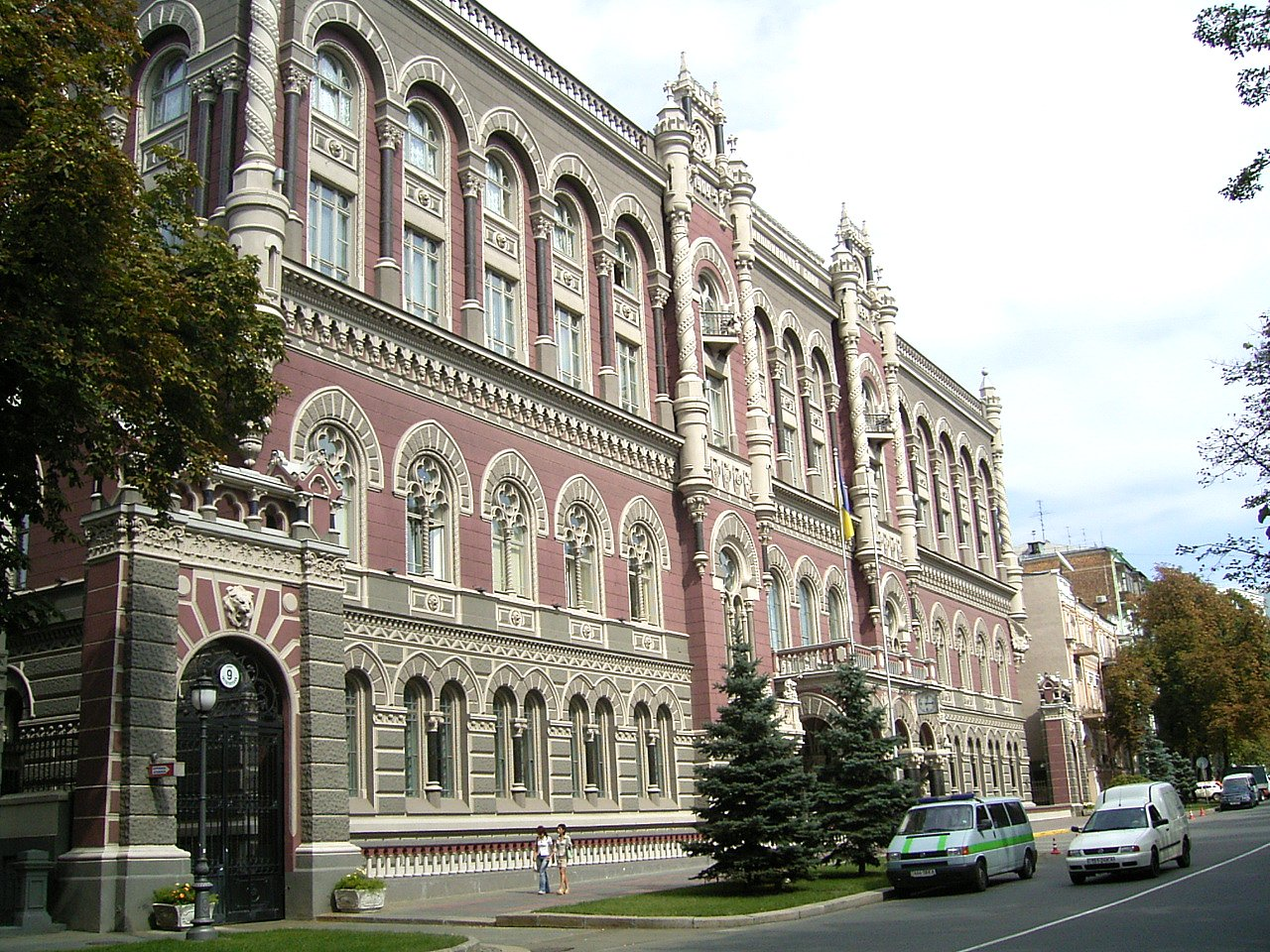
Будівля Національного банку України

На реверсі монети у правій частині поля зображено фрагмент античної колони, над капітеллю якої горить олімпійське полум'я. Вище полум'я розміщена дата «1896-1996» — роки проведення І і XXVI олімпіад сучасності та емблема Національного олімпійського комітету України. Ліворуч від колони вгорі в чотири рядки напис «100-РІЧЧЯ ОЛІМПІЙСЬКИХ ІГОР СУЧАСНОСТІ», нижче — стилізоване лаврове листя. Поле монети закомпоновано у вигляді концентричних ліній, що символізують доріжки стадіону.

## Автори
- Художники: Харук Олександр, Харук Сергій, Таран Володимир.
- Скульптор — Котович Роберт.

## Вартість монети
Ціна монети — 493 гривень, була вказана на сайті Національного банку України в 2011 році.
Фактична приблизна вартість монети, з роками змінювалася так:
| Рік        | 2010 | 2011 | 2012 | 2013 | 2014 | 2015 | 2016 | 2017  | 2018  | 2019 | 2020 | 2021  | 2022  | 2023  | 2024  | 2025  |
| ---------- | ---- | ---- | ---- | ---- | ---- | ---- | ---- | ----- | ----- | ---- | ---- | ----- | ----- | ----- | ----- | ----- |
| Ціна, грн. | 450  | 500  | 600  | 600  | 550  | 750  | 750  | 1 100 | 1 100 | 780  | 780  | 1 200 | 1 500 | 2 100 | 2 400 | 2 800 |